# La Meilleure Fiancée du monde
Pour plus de détails, voir Fiche technique et Distribution.
La Meilleure Fiancée du monde (花嫁さんは世界一, Hanayome-san wa sekai-ichi) est un film japonais sorti en 1959, écrit et réalisé par Kaneto Shindō.

## Fiche technique
- Titre : La Meilleure Fiancée du monde
- Titre original : 花嫁さんは世界一 (Hanayome-san wa sekai-ichi?)
- Réalisation et scénario : Kaneto Shindō
- Photographie : Seiichi Endō
- Musique : Kenjirō Hirose (ja)
- Décors : Takashi Marumo
- Société de production : Tokyo Eiga (ja)
- Société de distribution : Tōhō
- Pays de production :  Japon
- Langue originale : japonais
- Format : couleur - 2,35:1
- Genre : comédie
- Durée : 95 minutes
- Date de sortie :
  - Japon : 22 novembre 1959[2]

## Distribution
- Frankie Sakai
- Izumi Yukimura
- Nobuko Otowa
- Kumi Mizuno
- Mikiko Tsubouchi (ja)